# Alejandro Maclean
Alejandro Maclean (Madrid, 1969. augusztus 6. – Casarrubios del Monte, 2010. augusztus 17.) spanyol versenypilóta.
Alex Maclean-nak a gépek iránti csodálata már kiskorában kiderült, amikor repülőgépmodelleket kezdett építeni és gyűjteni. Azután távirányítású gépekkel foglalkozott, de mindez nem volt elég, tehát ő maga is beugrott a pilótafülkébe és 18 éves korában megvette első ultrakönnyű gépét. Aztán továbblépett és az Egyesült Államokban vett egy Pitts S-2B-t. Ez egy motorizált kétfedelű repülő, meglehetősen sajátos repülési jellemzőkkel. Mindez azonban nem akadályozta meg abban, hogy 37 éves korában két számban is győzzön a spanyol műrepülő-bajnokságon.
Alex, a stresszt jelentő feladatot – gondolunk itt az Air Race pilótájaként betöltött szerepre – úgy ellensúlyozza, hogy saját filmgyártó cége van, otthon pedig várja a felesége, Emma, valamint a fiúk, Alex és Eduardo. „A család nagyon lényeges” közli a rapzene rajongója, majd hozzáteszi: „A család jó szerencsét hoz és nekem bizony arra igencsak szükségem van.” Egyszer eltört a propellere, amikor kísérleti gépen repült és bizony számos csontja eltört az ezt követő lezuhanás során. Másik alkalommal egész gépe szétesett a levegőben. Csupán 200 méteren volt, amikor ejtőernyővel kiugrott, de egy karcolás nélkül megúszta.
Miután nehézségei támadtak régi Szuhoj gépével, Alejandro 2005-ben kísérletezésbe kezdett más géptípusokkal is, de nem ment vele sokra. Egészen a 2006-os szezonig képtelen volt következetesebb teljesítményt felmutatni. A szezon kezdetekor rögtön magasra tört, de aztán többnyire a mezőny közepén végzett Edge 540-esével. Összesítettben pedig 9. lett múlt évben a három világbajnoki pontjával.
2010. augusztus 17-én egy légigyakorlat közben végzetes balesetet szenvedett a spanyol Casarrubios del Monte városában.

## Eredményei
1998
- litvániai műrepülő-bajnokság – 1.

2001
- 10. hely a „korlátlan” világbajnokságon

2005
- a spanyol műrepülő-csapat kapitánya
- Kétszeres spanyol műrepülő-bajnok

### Red Bull Air Race
| Alejandro Maclean a Red Bull Air Race Világkupában | Alejandro Maclean a Red Bull Air Race Világkupában | Alejandro Maclean a Red Bull Air Race Világkupában | Alejandro Maclean a Red Bull Air Race Világkupában | Alejandro Maclean a Red Bull Air Race Világkupában | Alejandro Maclean a Red Bull Air Race Világkupában | Alejandro Maclean a Red Bull Air Race Világkupában | Alejandro Maclean a Red Bull Air Race Világkupában | Alejandro Maclean a Red Bull Air Race Világkupában | Alejandro Maclean a Red Bull Air Race Világkupában | Alejandro Maclean a Red Bull Air Race Világkupában | Alejandro Maclean a Red Bull Air Race Világkupában | Alejandro Maclean a Red Bull Air Race Világkupában | Alejandro Maclean a Red Bull Air Race Világkupában | Alejandro Maclean a Red Bull Air Race Világkupában | Alejandro Maclean a Red Bull Air Race Világkupában |
| Év                                                 | 1                                                  | 2                                                  | 3                                                  | 4                                                  | 5                                                  | 6                                                  | 7                                                  | 8                                                  | 9                                                  | 10                                                 | 11                                                 | 12                                                 | Pontok                                             | Győzelmek                                          | Helyezés                                           |
| -------------------------------------------------- | -------------------------------------------------- | -------------------------------------------------- | -------------------------------------------------- | -------------------------------------------------- | -------------------------------------------------- | -------------------------------------------------- | -------------------------------------------------- | -------------------------------------------------- | -------------------------------------------------- | -------------------------------------------------- | -------------------------------------------------- | -------------------------------------------------- | -------------------------------------------------- | -------------------------------------------------- | -------------------------------------------------- |
| 2003                                               | NC                                                 | DNS                                                |                                                    |                                                    |                                                    |                                                    |                                                    |                                                    |                                                    |                                                    |                                                    |                                                    | 0                                                  | 0                                                  | NC                                                 |
| 2004                                               | DNP                                                | 8                                                  | DNS                                                |                                                    |                                                    |                                                    |                                                    |                                                    |                                                    |                                                    |                                                    |                                                    | 0                                                  | 0                                                  | 11                                                 |
| 2005                                               | 7                                                  | 9                                                  | 9                                                  | TP                                                 | 10                                                 | 9                                                  | 10                                                 |                                                    |                                                    |                                                    |                                                    |                                                    | 0                                                  | 0                                                  | 8                                                  |
| 2006                                               | 4                                                  | 7.                                                 | DNS                                                | CAN                                                | 7                                                  | 8                                                  | 7                                                  | DQ                                                 | 7.                                                 |                                                    |                                                    |                                                    | 3                                                  | 0                                                  | 9                                                  |
| 2007                                               | 7                                                  | 2                                                  | 5                                                  | 4                                                  | Spanyolország                                      | Svájc                                              | Egyesült Királyság                                 | Magyarország                                       | Portugália                                         | Egyesült Államok                                   | Mexikó                                             | Ausztrália                                         | 10                                                 | 0                                                  | 5                                                  |
| Total                                              |                                                    |                                                    |                                                    |                                                    |                                                    |                                                    |                                                    |                                                    |                                                    |                                                    |                                                    |                                                    | 13                                                 | 0                                                  | 9                                                  |

Legend:
- CAN: Törölve
- DNP: Nem vett részt
- DNS: Nem mutatják
- DQ: Kizárva
- TP: Technikai probléma